# Вильморен, Морис де
Огю́ст Луи́ Мори́с Леве́к де Вильморе́н (фр. Auguste Louis Maurice Lévêque de Vilmorin; 26 февраля 1849, Верьер-ле-Бюиссон — 21 апреля 1918, Париж) — французский предприниматель и ботаник.

## Биография
Родился 26 февраля 1849 в коммуне Верьер-ле-Бюиссон, департамент Эсон. Происходил из семьи торговцев семенами и растениями, которые которые занимались этой деятельности с 1743 года и владели питомником растений. Для развития питомника завязал знакомство со многими французскими «охотниками за семенами» и французскими миссионерами в различных экзотических странах, которые часто предпочитали иметь дело с частными коллекционерами, а не государственными институциями. Благодаря таким связям де Вильморен смог собрать большую коллекцию семян и создать в Ле-Барр (часть коммуны Лоррис, департамент Луаре) ботанический сад площадью 86 акров с 2700 видами растений. После его смерти в 1918 году сад был передан в дар государству, но вплоть до 1935 года члены семьи Вильморен входили в его управляющий совет. 
Действительный член Ботанического общества Франции с 1900 по 1918 годы и Сельскохозяйственной академии Франции с 1878 по 1918 года.
Скончался в Париже 21 апреля 1918.

## Награды
За свою деятельность 3 апреля 1894 года был произведён в кавалеры ордена Почётного легиона.